# خانه عباسقلی خان میرپنج
خانه میرزا عباسقلی خان میرپنج ضیائی(نایب الحکومه) مربوط به دوره قاجار است و در تفرش، محله زاغرم واقع شده،این اثر در تاریخ ۲۳ شهریور ۱۳۸۲ با شمارهٔ ثبت ۱۰۱۷۴ به‌عنوان یکی از آثار ملی ایران به ثبت رسیده است.

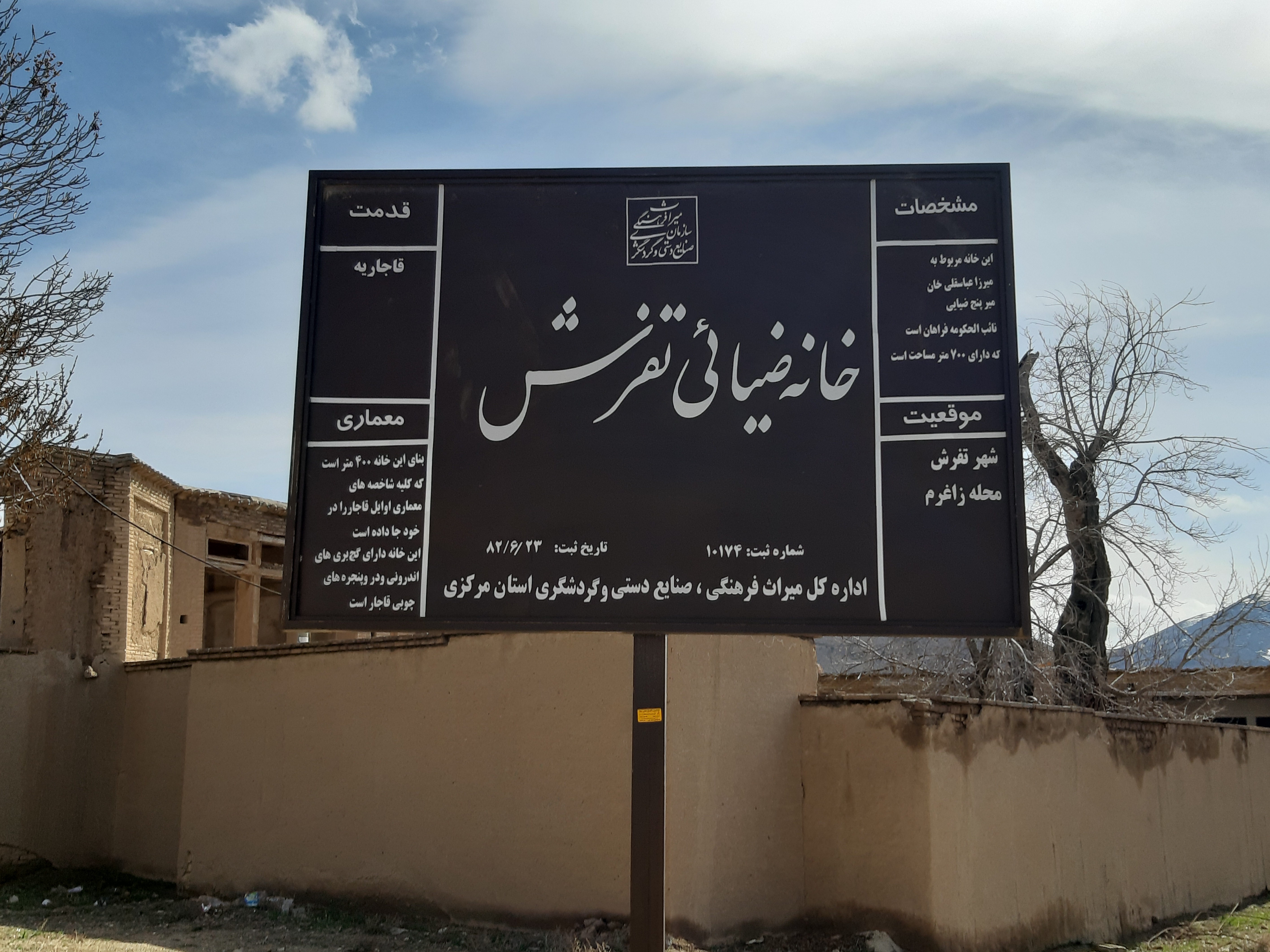
خانه ضیائی تفرش

خانه ضیائی یکی از آثار گردشگری  تفرش بوده و  متعلق به میرزا عباسقلی خان ضیائی از صاحب منصبان نظامی دوره قاجار است .
از ميان بسيار اندك منازل تاريخي باقيمانده در شهر تفرش مي توان به بناي فوق اشاره نمود كه در محله زاغزم تفرش واقع مي باشد منزل فوق از ساخته هاي دوره قاجاريه به محسوب مي شود اشعاری كه در سقف شاه نشين و نيز سقف طبقه اول نگاشته شده تاريخ ساخت بنا را 1286 ه.ق عنوان نموده است ميرزا عباسقلي خان مير پنج كه خانه مذكور به نام او و خاندان ضیائی معروف مي باشد جهت اصلي بنا از جهت شمال آن مي باشد اين ورودي داراي دروازه دو لنگه و چوبي است كه از طريق آن مي توان به دالاني وارده شده درميان اين دالان يك فضاي تقسيم كنند همانند هشتي وجود دارد كه از آن راهي به طرف شرق و حياط خلوت و رشته راه پله اي براي دسترسي به بام قرار دارد .حياط بنا مستطيل شكل و در ميان آن حوضي سنگي تعبيه شده است ضلع غرب حياط فاقد سازه بوده ولي در سه سمت ديگر واحدهاي خدماتي و اتاقهاي نشيمن و پذيرايي قرار دارند در جنوب حياط يك اتاق مركزي و بزرگ وجود دارد كه در سمتهاي چپ و راست آن يك ايوانچه و اتاقي تك دري بنا شده است. ايوان نامبرده رابط بين اتاق تك دري حياط و اتاق مركزي مي باشد اتاق پذيرايي نور مورد نياز خود را از طريق يك ارسي بزرگ كه در سمت شمال آن قرار دارد تامين مي نمايد.
شاه نشين منزل ميرپنج بدون شك نمونه بديع وبارز اين بناست. اين قسمت در مركز ضلع شرقي واقع شده كه بر روي قسمتي از شبستان زيرزمين بنا شده است. در چپ و راست شاه نشين يك دالان و در مجاورت هر دالان نيز اتاقي سه دري با الحاقات جانبي بنا شده اند. از دالان سمت راس مي توان به اتاق سه دري شاه نشين و ديگر متعلقات وارد شد. سقف شاه نشين مرتفع ترين سقف اين مجموعه بوده كه با استفاده از تيرهاي چوبي بسيار قوي و همچنين تخته هاي صيقل خورده آنرا پوشانده اند از ديگر ويژگيهاي اين شاه نشين وجود ارسي بزرگ و بلندي همراه با شيشه هاي رنگي است كه نور اين بخش را تامين مي نمايد.
تزئينات ساختمان را مي توان در قالب گچبريهاي گوناگون وگچ كاريهاي فراوان در سر در دالانها در شاه نشين و نيز در اتاق پذيرايي واقع در سمت جنوب جويا شد موضوع اين گچبريها شامل نقوش هندسي و يا گل و گياه مي باشد در پاهر اي ازنقاط نظير لچكي دالانها آجريهايي به شيوه خفته و راسته كار شده است.
بانی و مالک اثر میرپنج،وراث و خاندان صاحب‌منصب تفرش و کمیجان، ضیائی می باشد. متاسفانه پس از واگذاری این خانه تاریخی به اداره میراث فرهنگی در سال ها پش،تاکنون به خوبی نگهداری نشده و مورد بی مهری قرارگرفته است.آتش سوزی هم که مدت ها پیش در آن به وقوع پیوست باعث تخریب بیشتر این بنای تاریخی گردید.امروزه خانه ضیائی تفرش مانند بسیاری از منازل تاریخی ایران نیازمند اقدام فوری جهت احیاء،مرمت و نگهداری می باشد.